# 糙果芹属
糙果芹屬，旧称蔓芹属，是伞形科下的一个属，为直立草本植物。该属共有约12种，分布于非洲至南亚。

## 下属物种
- 阿米糙果芹 Trachyspermum ammi (L.) Sprague
- 糙果芹 Trachyspermum scaberulum
- 马尔康糙果芹 Trachyspermum triradiatum